# Rhytiphora torquata
Rhytiphora torquata är en skalbaggsart som först beskrevs av Francis Polkinghorne Pascoe 1875.  Rhytiphora torquata ingår i släktet Rhytiphora och familjen långhorningar. Inga underarter finns listade i Catalogue of Life.